# 蒂埃拉弗德 (佛羅里達州)
蒂埃拉弗德（英語：Tierra Verde）是位於美國佛羅里達州皮尼拉斯縣的一個人口普查指定地區。

## 地理
蒂埃拉弗德的座標為27°40′53″N 82°43′28″W / 27.68139°N 82.72444°W，而該地最高點為海拔高度1米（即3英尺）。

## 人口
根據2010年美國人口普查的數據，蒂埃拉弗德的面積為12.60平方千米，當中陸地面積為3.10平方千米，而水域面積為9.50平方千米。當地共有人口5195人，而人口密度為每平方千米412人。